# Ensayos tecnológicos
Los ensayos tecnológicos se utilizan para comprobar si un material es útil para una aplicación cuando no ha sido posible realizar comprobaciones tras los ensayos realizados.
Permiten solamente determinar si el material es útil o inútil para un propósito. Se empezaron a utilizar desde el momento en el que se comenzó la obtención y transformación de materiales. Se pretende representar las condiciones que va a sufrir el material, y depende de la forma geométrica del mismo.

## Ensayos tecnológicos en barras
- Ensayo de flexión y plegado: Se pretende comprobar la flexibilidad del material. En este ensayo una barra prismática o cilíndrica normalizadas se somete a una fuerza que le hace doblarse, y finaliza cuando la barra alcanza el ángulo de curvatura previsto, o cuando en la parte de tracción se produzcan las primeras fisuras. Puede realizarse tanto a temperatura ambiente como a altas temperaturas.

- Ensayo de maleabilidad: En este ensayo se utilizan probetas planas de 40 cm de longitud y de espesor igual a 1/3 de la anchura. Con un martillo se golpea la probeta cuando alcanza la temperatura máxima, hasta que la anchura sea 3/2 de la anchura inicial o hasta que se produzcan las fisuras y determinar entonces el incremento de la anchura.

- Ensayo de mandrilado: Se utiliza una probeta plana con una anchura cinco veces mayor que el espesor y un diámetro dos veces mayor que el espesor, y se perfora cilíndricamente. Por la perforación se introduce un punzón hasta que el diámetro sea el doble que el inicial o hasta que se produzcan las fisuras.

| Símbolo               | Nombre                                  |
| --------------------- | --------------------------------------- |
| {\displaystyle d}     | Diámetro inicial                        |
| {\displaystyle d_{1}} | Diámetro dos veces mayor que el espesor |

## Ensayos tecnológicos en chapas
- Ensayo de flexión alternativa: Una chapa de 10 a 30 mm de ancho es sujetada entre dos mordazas y se dobla 90° alternativamente hasta que aparezcan las fisuras o se produzca la rotura.
- Ensayo de embutición: Se emplea para conocer el comportamiento del material al someterlo a un proceso de embutición profunda. Consiste en estampar una bola o cilindro con un extremo esférico sobre una chapa sujeta por todos los lados.

## Ensayos tecnológicos en tubos
- Ensayo de ensanchamiento o abocardado: En el interior del tubo se introduce mediante golpes o a presión un cono engrasado.

- Ensayo de aplastamiento: Se realiza comprimiendo un trozo de tubo de 50 cm de largo entre dos placas paralelas para que la sección circular se convierta en otra de lados paralelos. Se introduce una pieza de sección rectangular para que las paredes del tubo no se aplasten por completo. Así se determina el punto al que puede llegar a comprimirse sin que aparezcan fisuras.

- Ensayo de estanqueidad: En el interior de un tubo se introduce un fluido líquido a una presión entre 5/4 y 3/2 veces superior a la que tendrá que soportar el tubo.

- Ensayo de recanteado o abocardado plano: Consiste en doblar el extremo de un tubo a una alta temperatura para que se forme un anillo perpendicular a su eje. Finaliza cuando el diámetro del anillo alcanza el valor previsto. Si no aparecen grietas, la prueba se ha realizado correctamente.

## Ensayos tecnológicos en alambres
- Ensayo de flexión alternativa: Se determina el comportamiento de un alambre bajo esfuerzos plásticos de flexión. El alambre se sujeta entre dos mordazas y se dobla 90° sobre unos cilindros alternativamente. Finaliza cuando se alcanza un número de ciclos determinado o cuando se produce la rotura del alambre.

- Ensayo de retorcido: Consiste en determinar el grado de torsión de un alambre, midiendo el número de vueltas que se le pueden comunicar antes de que se produzca la rotura. Al alambre se le tracciona con una fuerza igual a 1% del valor de su carga de rotura para que se mantenga estirado, y se fija mediante dos cabezas de sujeción. Una de las cabezas le comunicará el esfuerzo de torsión, y la otra cabeza tiene la posibilidad de desplazarse horizontalmente.